# Guadalteba
Guadalteba – comarca w północnej części prowincji Málaga. Powierzchnia comarki wynosi 722,58 km².

## Gminy
W skład comarki Guadalteba wchodzi osiem gmin. Są to:
- Almargen
- Ardales
- Campillos
- Cañete la Real
- Carratraca
- Cuevas del Becerro
- Sierra de Yeguas
- Teba